# گرلز دی
گرلز دی (به کره‌ای: 걸스데이؛ به انگلیسی: Girl's Day) یک گروه دخترانه کره جنوبی است که توسط دریم تی انترتینمنت  در سال ۲۰۱۰ تشکیل شده است. اعضای این گروه «سوجین»، «مینآه»، «یورا» و «هیه‌ری» هستند. «جیسون» و «جیین» در سال ۲۰۱۰ رسماً گروه را ترک کردند و «جی‌ها» در اواخر ۲۰۱۲ از گروه رفت.
پس از جدایی اعضای ذکر شده، این گروه چهار نفره به یکی از محبوب‌ترین و از نظر تجاری، از موفق‌ترین گروه‌های عصر خود تبدیل شد. به ترتیب انتشار، از بین معروف‌ترین ترانه‌های این گروه می توان به «چشمک بزن»، «یه بار بغلم کن»، «توقع»، «عزیزدلم» و «زنگم رو بزن» اشاره کرد که همگی بیش از یک میلیون نسخه دیجیتال فروختند.
در طول دوران حرفه ای خود، گرلز دی برای بیش از ۲۰ برند تجاری را تبلیغ کرده است؛ از جمله ال‌جی الکترونیک، چوب شکلاتی پوکی از صنایع غذایی گلیکو، لوته ورلد، نکسان و بول‌سوآن. گرلز دی در سال ۲۰۱۵، در رده سیزدهم از لیست قدرتمندترین و تأثیرگذارترین مشاهیر کره قرار گرفت.‎ در سال ۲۰۱۶، این گروه در رتبه ۲۶ این لیست بود. در حالی که یکی از اعضا گروه، هیه‌ری، در رتبه سوم قرار گرفت.
در سال ۲۰۱۹، این چهار عضو تصمیم گرفتند که قرارداد خود را با دریم تی انترتینمنت تمدید نکنند. اما اعلام کردند که گروه منحل نشده است. آخرین پروژه آنها آلبوم چندآهنگه «همگی #۵» در سال ۲۰۱۷ بود.

## اعضا
| نام   | اطلاعات |
| ----- | --- |

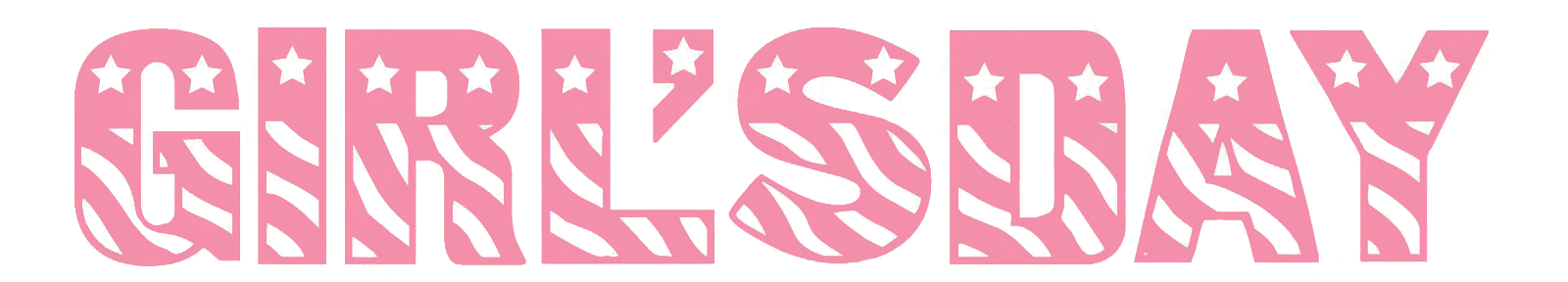
لوگوی گرلز دی

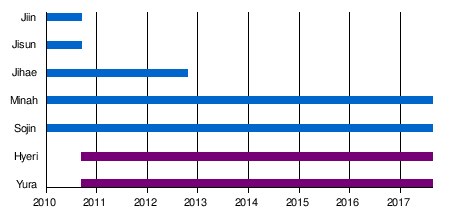
گاه‌نگار اعضای گرلز دی

| سوجین | - نام واقعی: پارک سوجین - تاریخ تولد: ۲۱ مه ۱۹۸۶ (۳۵ ساله) - محل تولد: داگو، کره جنوبی - تحصیلات: گروه مهندسی مکانیک دانشگاه یونگنام - موقعیت: رهبر گروه،خواننده رهبر - آغاز به کار: ۲۰۱۰ تا اکنون                      |
| یورا  | - نام واقعی: کیم آه‌یانگ - تاریخ تولد: ۶ نوامبر ۱۹۹۲ (۲۸ ساله) - محل تولد: باک گو، اولسان، کره - تحصیلات: دانشگاه زنان دونگدوک، گروه پخش رسانه و سرگرمی - موقعیت: خواننده اصلی، رقصنده اصلی - آغاز به کار: ۲۰۱۰ تا اکنون |
| مینآه | - نام واقعی: بانگ مینآه - تاریخ تولد: ۱۳ مه ۱۹۹۳ (۲۸ ساله) - محل تولد: اینچئون، کره - تحصیلات: دانشگاه زنان دونگدوک، گروه پخش رسانه و سرگرمی - موقعیت: خواننده اصلی - آغاز به کار: ۲۰۱۰ تا اکنون                        |
| هیه‌ری | - نام واقعی: لی هیه‌ری - تاریخ تولد: ۹ ژوئن ۱۹۹۴ (۲۷ سالگی) - محل تولد: گیونگی دو، کره - تحصیلات: گروه تئاتر و فیلم دانشگاه کنکوک - موقعیت: خواننده، رقصنده رهبر - آغاز به کار: ۲۰۱۰ تا اکنون                            |

## حرفه
۲۰۱۱–۲۰۱۰: شروع به کار و هر روز
در جولای ۲۰۱۰، روز دختر با پنج عضو آغاز به کار کرد: جی‌ها، جیسون، جیین، سوجین و مینآه. اولین آهنگ گرلز دی، «سرم رو بچرخون» (갸우뚱)، در ۷ ژوئیه منتشر شد. اولین آلبوم چندآهنگه گروه به نام «مهمونی گرلز دی #۱» دو روز بعد منتشر شد. این گروه تبلیغات «سرم رو بچرخون» را با آهنگ «من چی؟» (어때) ادامه دادند که در ۲۱ ژوئیه موزیک ویدیو آن هم منتشر شد. دو ماه پس از آغاز فعالیت گروه، «جیسون» و «جیین» گروه را ترک کردند تا به فعالیت‌های انفرادی خود بپردازند. بعد آن، «یورا» و «هیه‌ری» سپس به گروه اضافه شدند تا جایگزین اعضای جدا شده، شوند. گروه با اعضای جدیدش یک آلبوم تک‌آهنگه دیجیتال در تاریخ ۲۹ اکتبر منتشر کرد. این آلبوم «مهمانی گرلز دی #۲» نام داشت و از آهنگ «هیچی همیشگی نیست» (잘해줘 봐야) به عنوان آهنگ اصلی این آلبوم استفاده شد.